# O femeie fantastică
O femeie fantastică (spaniolă Una mujer fantástica) este un film chilian din 2017 regizat de Sebastián Lelio. A fost selectat să concureze la Ursul de Aur în principala secțiune de concurs la cea de-a 67-a ediție a Festivalul Internațional de Film de la Berlin. A câștigat Premiul Oscar pentru cel mai bun film străin în 2018.

## Synopsis
Marina și Orlando sunt îndrăgostiți și fac planuri pentru viitor. Marina este o tânără chelneriță și cântăreață aspirantă. Orlando este cu 30 de ani mai în vârstă decât ea, și deține o tipografie. Într-o seară, după ce a sărbătorit ziua de naștere a Marinei, Orlando nu se simte bine și moare  după ce Marina îl duce la camera de gardă. În loc să-și poată plânge iubitul, brusc Marina este tratată cu suspiciune. Medicii și familia lui Orlando nu au încredere în ea. Un detectiv investighează dacă nu cumva a fost implicată în moartea lui Orlando. Fosta soție a lui Orlando îi interzice să vină la înmormântare iar fiul acestuia, o amenință pe Marina că o dă afară din apartamentul pe care l-a împărțit cu Orlando.
Marina este o femeie transexuală și pentru cea mai mare parte a familiei lui Orlando, identitatea ei sexuală este o aberație, o perversiune. Marina trebuie să lupte pentru a putea fi ea însăși. Ea se luptă cu aceleași forțe cu care s-a luptat o viață pentru a deveni ceea ce este acum - o femeie complexă, puternică, deschisă și fantastică.

## Distribuție
- Daniela Vega ca Marina Vidal
- Francisco Reyes ca Orlando
- Luis Gnecco ca Gabo
- Aline Küppenheim ca Sonia
- Amparo Noguera ca Antonia
- Nicolás Saavedra ca Bruno
- Antonia Zegers ca Alessandra
- Trinidad González ca Wanda
- Néstor Cantillana ca Gastón
- Alejandro Goic ca Doctorul